# Astragalus polycladus
Astragalus polycladus — вид квіткових рослин з родини бобових (Fabaceae). Ареал охоплює такі країни: Китай (Північно-Центральний, Південно-Центральний, Внутрішня Монголія, Цинхай, Тибет).

## Середовище
Це трав'яниста рослина, яка зустрічається переважно в чагарникових лісах і на луках Південно-Східного Тибету, в альпійських степових екорегіонах Центрального Тибетського плато, а також в субтропічних вічнозелених лісах плато Юньнань та субальпійських хвойних лісах гір Хендуань. Повідомлялося про її знаходження на луках, узбіччях доріг та в світлих чагарниках. Висоти 2000–4500 метрів. Немає відомих серйозних загроз для цього виду.